# Droit dans le mur
Pour plus de détails, voir Fiche technique et Distribution.
Droit dans le mur est un film français réalisé par Pierre Richard en 1997.

## Synopsis
Romain a été une des plus grandes stars du milieu comique.
Mais cette époque étant définitivement révolue, plus aucun de ses spectacles ne fait recette. Ayant déjà dépensé toute sa fortune puis vendu de fait sa belle propriété, il se voit contraint de postuler chez un énième producteur dont l'entretien se solde sans surprise par un cuisant échec. En même temps que sa carrière, c'est sa famille et ses amis, sauf le "souffre-douleur" Lucchino et tout le reste qui l'abandonnent... sans compter sur sa maîtresse qui n'a cesse de le cribler de reproches et sur un indicateur lancé à ses trousses.
Seule sa sœur Myriam lui donne encore une chance, la dernière dans le "Cyrano" qu'elle est en train de monter dans un théâtre quelconque de la banlieue parisienne...

## Fiche technique
- Titre : Droit dans le mur
- Réalisation : Pierre Richard
- Scénario : Olivier Dazat et Pierre Richard
- Dialogues: Olivier Dazat
- Photographie : Antoine Roch
- Montage : Nicole Saunier
- Musique : Christophe Defays et Olivier Defays
- Décors : Jean-Luc Raoul
- Costumes : Fabienne Katany
- Effets Spéciaux : Jacques Gastineau
- Son : Michel Kharat, Gérard Rousseau
- Casting : Nathalie Chéron
- Producteur : Jean-Louis Livi
- Société de production : Film par Film, TF1 Films Production
- Genre : comédie
- Durée : 95 minutes
- Date de sortie : 19 novembre 1997

## Distribution
- Pierre Richard : Romain
- Véronique Genest : Myriam Valensky, sa sœur
- Caroline Silhol : Elisa, son épouse lui demandant le divorce
- Daniel Russo : Jean-François
- Daniel Prévost : Lucchino, son ami et psychologue
- Isabelle Candelier : Béatrice, sa maîtresse
- Geoffrey Bateman : Harding
- Valérie Benguigui : l'interprète
- Patrick Rocca : le vicomte
- Darry Cowl : le patient
- Antoine Du Merle : Bill
- Antoine Marcaggi : Henri
- John Way : Doug
- Hodjinou Djombol : Youssouf
- Christian Moro : Pierre Madral
- Mehdi Kerouani : Mouloud
- Agathe Lerer : Maquilleuse Cyrano
- Christophe Duthuron : Assistant Myriam
- Alain Rignault : Le souffleur
- Pierre Gérard : Le chargé de mission
- Christophe Defays : Le mitron
- Oscar Castro : Le patron bar
- Jean-Claude Baudracco : Le touriste marseillais

## À propos du film
- La musique de film a été composée par les deux fils de Pierre Richard, Christophe et Olivier Defays.
- Le film est une catastrophe commerciale retentissante avec à peine 18 000 entrées qui fit que Pierre Richard ne réalisa plus d'autres longs-métrages jusqu’en 2025 avec L'Homme qui a vu l'ours qui a vu l'homme.